# مهدي العواد
مهدي محمد العواد لاعب كرة قدم سعودي و يلعب في خط الوسط.

## مسيرة اللاعب
لعب سابقاً في نادي الروضة ونادي العمران.